# Luca Pitti
Luca Pitti (1398 - 1472) fue un banquero florentino durante el período de la república gobernada por Cosme de Médici. Fue nombrado caballero, y recibió lujosos presentes de parte de la Signoría de Florencia y de los Médici como retribución por su ayuda en sostener al gobierno durante los últimos años de Cosme, cuando éste -anciano y débil- tenía dificultades para manejar el poder.

## Poder en Florencia
Como cabeza de los magistrados de Florencia, conocidos como Gonfaloniere de Justicia, ejerció gran poder e influencia. En agosto de 1458 lideró un golpe de Estado para obtener el control de Florencia en nombre de su gobernante, el por entonces frágil anciano Cosme de Médici. El objetivo fue reforzar el gobierno existente, desterrando a varios ciudadanos prominentes, y alejando a otros del poder. El nuevo gobierno que se formó mantuvo a Cosme como gobernante oficial, aunque en la realidad era impotente para conducir el poder por sí mismo. 
El principal oponente de Pitti en esta época era Girolamo Maquiavelo, quien resultó desterrado y recorrió las ciudades vecinas promoviendo un levantamiento contra el nuevo gobierno. En consecuencia fue declarado en rebeldía, apresado y devuelto a Florencia donde misteriosamente falleció en prisión. 
El protagonismo de esta época significó para Pitti títulos nobiliarios y mucha más riqueza. Nicolás Maquiavelo, en su "Historia de Florencia" estimó que se le entregó una suma no inferior a veinte mil ducados. Durante los últimos años de Cosme fue Pitti quien realmente gobernó la ciudad.

## Riqueza e influencia
Pensando en rivalizar también con la gloria de los Médici, comenzó la construcción del Palacio Pitti intentando superar la morada de la dinastía gobernante. También inició la construcción de una villa en Ruciano. 
Machiavello escribió así mismo que Pitti daba asilo a cualquier criminal si era de utilidad para decorar los edificios en construcción, y que su fortuna siguió aumentando gracias a pagos y obsequios recibidos por sus favores.Si bien estas aseveraciones pueden ser o no verdad, debe recordarse que Maquiavelo no solo fue opositor a los Médici sino además pariente del archienemigo de Pitti, Girolamo Maquiavelo.
Se ha dicho que Pitti deseaba convertirse en primer ciudadano y dictador de Florencia, pero la historia y sus actos no permiten sostener esta teoría. Luego de la muerte de Cosme, en 1464, además de sostener un retorno a las estrictas formas republicanas, luego apoyó a Pedro de Cosme de Médici, que gobernó Florencia de 1464 a 1469. 

## Declinación
La prosperidad de Pitti comenzó a declinar luego de la muerte de Cosme. Falleció en 1472, sin ver terminado su gran palacio.
Su familia sobrevivió a la destitución de los Médici en 1494 y a la puritana dictadura de Girolamo Savonarola. Manteniendo limitado poder e influencia , sus descendientes continuaron habitando en el Palacio Pitti hasta que en 1549 la caída de la fortuna familiar obligó a Buonaccorso Pitti a venderlo a la gran duquesa de Toscana, esposa de Cosme I de Médici, quien restauró el poder de la dinastía florentina en 1537. 